# Kosta Koufos
Konstantine Demetrios „Kosta” Koufos (gr. Κώστας Κουφός; ur. 24 lutego 1989 w Canton) – grecki koszykarz, reprezentant kraju, posiadający także amerykańskie obywatelstwo, występujący na pozycji środkowego, obecnie zawodnik NBA G League Ignite. 
W 2007 wystąpił w meczu gwiazd amerykańskich szkół średnich – McDonald’s All-American.
Po rocznym pobycie na Ohio State University, gdzie grał w drużynie uczelnianej Ohio State Buckeyes, został wybrany z numerem 23. w drafcie z 2008 przez Utah Jazz. Z reprezentacją Grecji wystąpił na Mistrzostwach Europy w koszykówce 2009, gdzie wywalczył brązowy medal.
13 lipca 2015 podpisał umowę z zespołem Sacramento Kings.
19 lipca 2019 został zawodnikiem rosyjskiego CSKA Moskwa. 11 października 2021 dołączył do NBA G League Ignite.

## Osiągnięcia
Stan na 12 października 2021, na podstawie, o ile nie znaleziono inaczej.
NCAA
- Mistrz turnieju National Invitation Tournament (NIT – 2008)
- MVP turnieju NIT (2008)[8]
- Zaliczony do:
  - I składu najlepszych pierwszorocznych zawodników konferencji Big Ten (2008)
  - III składu Big 10 (2008)

Reprezentacja
- Brązowy medalista:
  - mistrzostw Europy (2009)
  - kwalifikacji olimpijskich (2016)
- Wicemistrz Europy U–18 (2007)
- Uczestnik mistrzostw Europy:
  - 2009, 2011 – 6. miejsce, 2015 – 5. miejsce
- MVP mistrzostw Europy U–18 (2007)
- Zaliczony do I składu mistrzostw Europy U–18 (2007)
- Lider Eurobasketu U–18 w:
  - średniej punktów (2007)
  - zbiórkach (2007)
  - blokach (2007)

## Statystyki
Na podstawie.

### Sezon regularny
| Sezon   | Drużyna    | M   | S5  | MPG  | FG%   | 3P%  | FT%   | RPG | APG | SPG | BPG | PPG |
| ------- | ---------- | --- | --- | ---- | ----- | ---- | ----- | --- | --- | --- | --- | --- |
| 2008/09 | Utah       | 48  | 7   | 11,8 | 50,8% | –    | 70,6% | 2,9 | 0,4 | 0,3 | 0,6 | 4,7 |
| 2009/10 | Utah       | 36  | 0   | 4,8  | 46,8% | –    | 60,0% | 1,3 | 0,2 | 0,1 | 0,1 | 1,5 |
| 2010/11 | Minnesota  | 39  | 1   | 8,6  | 43,5% | 0,0% | 50,0% | 2,5 | 0,2 | 0,2 | 0,5 | 2,7 |
| 2010/11 | Denver     | 11  | 1   | 8,9  | 50,0% | –    | 63,2% | 3,0 | 0,0 | 0,2 | 0,5 | 4,9 |
| 2011/12 | Denver     | 48  | 24  | 16,5 | 59,9% | –    | 60,0% | 5,4 | 0,3 | 0,5 | 0,9 | 5,5 |
| 2012/13 | Denver     | 81  | 81  | 22,4 | 58,1% | 0,0% | 55,8% | 6,9 | 0,4 | 0,5 | 1,3 | 8,0 |
| 2013/14 | Memphis    | 80  | 22  | 16,9 | 49,5% | –    | 64,5% | 5,2 | 0,5 | 0,4 | 0,9 | 6,4 |
| 2014/15 | Memphis    | 81  | 3   | 16,6 | 50,8% | –    | 64,7% | 5,3 | 0,5 | 0,4 | 0,8 | 5,2 |
| 2015/16 | Sacramento | 78  | 14  | 19,0 | 53,2% | –    | 54,8% | 5,4 | 0,4 | 0,5 | 0,9 | 6,8 |
| 2016/17 | Sacramento | 71  | 62  | 20,0 | 55,1% | 0,0% | 61,3% | 5,7 | 0,7 | 0,5 | 0,7 | 6,6 |
| 2017/18 | Sacramento | 71  | 12  | 19,6 | 57,1% | –    | 44,6% | 6,6 | 1,2 | 0,7 | 0,5 | 6,7 |
| 2018/19 | Sacramento | 42  | 1   | 12,0 | 47,7% | –    | 41,7% | 4,2 | 0,9 | 0,4 | 0,4 | 3,7 |
| Razem   |            | 686 | 228 | 16,4 | 53,4% | 0,0% | 58,2% | 5,0 | 0,5 | 0,4 | 0,7 | 5,7 |

### Play-offy
| Sezon | Drużyna | M  | S5 | MPG  | FG%   | 3P%  | FT%   | RPG | APG | SPG | BPG | PPG |
| ----- | ------- | -- | -- | ---- | ----- | ---- | ----- | --- | --- | --- | --- | --- |
| 2010  | Utah    | 9  | 0  | 3,4  | 40,0% | –    | –     | 1,0 | 0,0 | 0,0 | 0,1 | 0,9 |
| 2011  | Denver  | 1  | 0  | 2,0  | 100%  | –    | –     | 0,0 | 0,0 | 0,0 | 0,0 | 2,0 |
| 2012  | Denver  | 3  | 2  | 8,7  | 33,3% | –    | –     | 3,7 | 0,0 | 0,0 | 0,3 | 0,7 |
| 2013  | Denver  | 6  | 2  | 16,7 | 36,8% | 100% | 83,3% | 3,5 | 0,5 | 0,5 | 0,7 | 3,3 |
| 2014  | Memphis | 7  | 0  | 6,4  | 43,8% | –    | 100%  | 2,1 | 0,3 | 0,3 | 0,4 | 2,6 |
| 2015  | Memphis | 11 | 0  | 11,5 | 54,8% | –    | 60,0% | 3,5 | 0,4 | 0,4 | 0,5 | 3,4 |
| Razem |         | 37 | 4  | 8,9  | 46,3% | 100% | 80,0% | 2,6 | 0,2 | 0,2 | 0,4 | 2,4 |